# Victoria Gardens
Victoria Gardens (Вікторія Ґарденс, дослівно — «Сади Вікторії») — торгово-розважальний центр у Львові, відкритий 29 жовтня 2016 року.
Розташований у межах місцевості Скнилівок, за адресою: вул. Кульпарківська, 226 А. За розміром комерційної площі (57,1 тис. кв.м.) є найбільшим торгово-розважальним центром Західної України.
У Victoria Gardens працює більше 200 магазинів і крамниць, а також багатозальний кінотеатр Multiplex, дитячий розважальний центр та боулінг-клуб Papashon, продуктовий гіпермаркет «Сільпо», магазини техніки Foxtrot та COMFY.

## Історія
Будівництво торгово-розважального центру Victoria Gardens розпочали ще у 2007 році, тоді він називався «Леополіс» і належав торговій компанії «Інтермаркет» львівського бізнесмена Романа Шлапака, засновника бренду «Арсен». Прогнозована вартість будівництва ТРЦ на той момент складала 526,4 млн грн.
У 2008 році через кризу будівництво зупинили, а Роман Шлапак врешті збанкрутував і втратив торгові мережі «Арсен» та «Інтермаркет». Відновили будівництво лише через п'ять років — у 2013 році. Цікаво що новим власником став громадянин Туреччини Сулейман Хазінедароглу Юміт, компанія якого починала будувати «Леополіс» у 2007 році як підрядник. Турок перейменував «Леополіс» на Victoria Gardens і за три роки довів розпочате будівництво до завершення.
Урочисте відкриття ТРЦ Victoria Gardens відбулося 29 жовтня 2016 року.
У 2017 році керівництво ТРЦ заявило про спробу рейдерського захоплення. За цим фактом відкрито кримінальне розслідування.
У січні 2018 повідомлялося про намір української інвесткомпанії Dragon Capital придбати контрольний пакет власності ТРЦ Victoria Gardens. Угода про придбання була завершена в березні 2018.

## Характеристика
- Загальна площа будівлі — 99 144,9  кв.м;
- Комерційна (орендна) площа — 49 825,5 кв.м;
- Кількість магазинів — більше 200;
- Багатоярусний та наземний безкоштовний паркінг.

На першому поверсі ТРЦ розташовані два фонтани.

## Інфраструктура ТРЦ
У ТРЦ представлені 7 ресторанів, 11 операторів фудкорту, 4 кав'ярні, кінотеатр Multiplex, Нова Пошта, Спортивний простір Apollo Next. Серед якірних орендарів: H&M – перший магазин на заході України, супермаркет Сільпо, Foxtrot, COMFY, JYSK, LC Waikiki, дитячий розважальний центр та боулінг-клуб Papashon та інші. У ТРЦ Victoria Gardens представлений сильний tenant-mix: Tommy Hilfiger, Calvin Klein, STEM, Walker, Colin’s, ROZETKA (інтернет-магазин), Цитрус, АЛЛО, Intertop, BROCARD, Roy Robson, Tom Tailor, Betty Barclay, MA. Українські бренди: MUST HAVE, CHER`17, Marsego, GOLDI, Svarga, Brand Room, книжковий магазин БУКВА та інші. Також працюють магазини New Yorker, Cropp, Reserved, House, Sinsay, Jasmine і низка ювелірних крамниць. Серед закладів харчування представленні такі бренди як: Blackwood Coffee & Burger, KFC, Вареники тут, Львівська майстерня шоколаду,  Львівські круасани, ресторани NOA, Emily Brooklyn Pizza, Tomatina, Celentano, та ресторан кавказької кухні МАНГАЛ.